# Jean-Marc-Aurèle Afoutou
Jean-Marc-Aurèle Afoutou, né le 8 juin 1947 à Zagnanado dans le département du Zou, est un enseignant et poète engagé béninois. Son œuvre la plus connue est Certitudes (1991).

## Biographie
Ses parents sont originaires de Badougbe et d'Aného, deux localités de la Région maritime au Togo. Il étudie dans son pays et à l'étranger, devient professeur certifié de littérature, puis inspecteur de l'enseignement secondaire. Formé également à la psychologie, la sociologie et la linguistique, il est, à partir de 1980, chargé de cours de sociologie de la littérature et de linguistique à l'université nationale du Bénin, devenue université d'Abomey-Calavi.

## Œuvre
Membre depuis 1979 de l'Association pour le développement de la sémiotique (ADES), il se réclame de la pensée de Greimas et Escarpit.
Quoique abondante, son œuvre reste peu publiée.
Le professeur Mahougnon Kakpo rattache Jean-Marc-Aurèle Afoutou à la deuxième génération (1972-1990) des poètes béninois, ceux qui se sont élevés contre le coup d'État du 26 octobre 1972 permettant à Mathieu Kérékou, soutenu par l'armée, de prendre le pouvoir. Cette œuvre militante reflète le désarroi du poète face au bouleversement du monde contemporain. Mû par les « certitudes » qui ont donné son nom au recueil, il plaide pour l'union, l'unité de toute l'Afrique, mais ce panafricanisme est aussi un humanisme nourri par sa foi chrétienne.

## Distinctions
- Premier prix de poésie aux Concours nationaux des arts et des lettres en 1988 pour Laetare (Poésies 1963-1988[1]).
- Grand prix panafricain de poésie attribué par le Centre africain d'animation et d'échanges culturels (CAEC) au Sénégal en 1989 pour Certitudes[1].
- Prix d'excellence de l'Accademia Internazionale Greci Marino (Italie) en 1988 pour l'ensemble de ses œuvres[1].